# Lust for Life
Lust for Life este un album din 1977 lansat de Iggy Pop, al doilea său album solo și totodată a doua colaborare cu David Bowie după The Idiot apărut în acel an. Pe lângă succesul critic, albumul este cel mai popular al lui Pop din punct de vedere comercial. Piesa de titlu a devenit din nou faimoasă la două decenii de la lansare după ce a fost inclusă pe colana sonoră a filmului Trainspotting (1996). 

## Tracklist
1. "Lust for Life" (David Bowie) (5:13)
2. "Sixteen" (Pop) (2:26)
3. "Some Weird Sin" (Bowie) (3:42)
4. "The Passenger" (Ricky Gardiner) (4:44)
5. "Tonight" (Bowie) (3:39)
6. "Succes" (Bowie, Gardiner) (4:25)
7. "Turn Blue" (Bowie, Warren Peace) (6:56)
8. "Neighborhood Treat" (Bowie, Gardiner) (3:25)
9. "Fall in Love with Me" (Bowie, Hunt Sales, Tony Sales) (6:30)

- Toate versrurile au fost scrise de Iggy Pop cu excepția piesei "Turn Blue" semnată de Pop și Walter Lacey.

## Single-uri
- "Lust for Life" (1996)
- "The Passenger" (1998)